# 上条堰

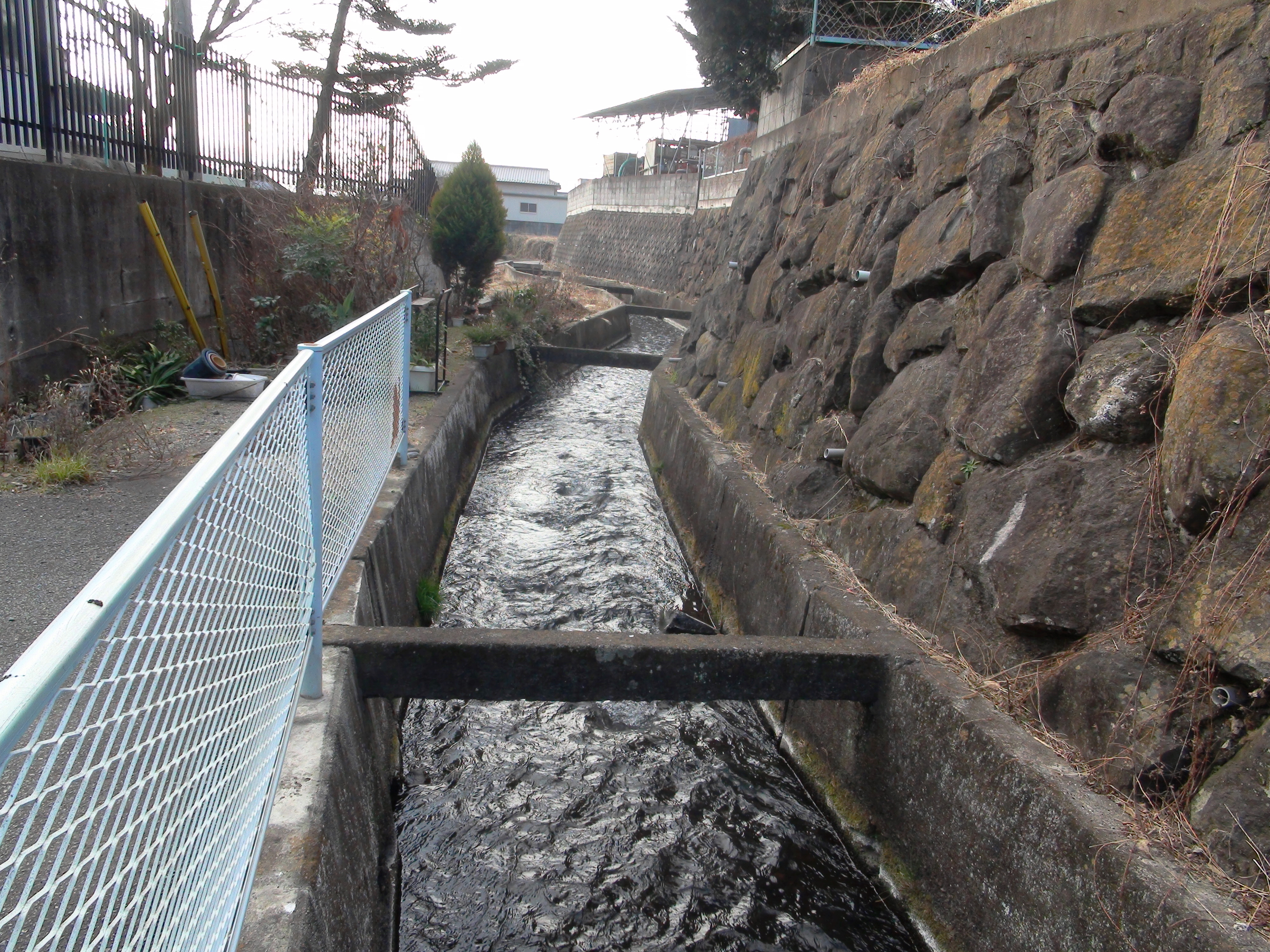
上条堰

上条堰（かみじょうせき）は、日本の用水路（井堰）。秩父山系から発する荒川から取水し、甲府盆地北縁にあたる現在の山梨県甲斐市南部地域を灌漑する。「上条」は島上条上条郷に由来し、現在では「一ノ堰」の呼称で呼ばれる。

## 上条堰の流路と歴史的景観

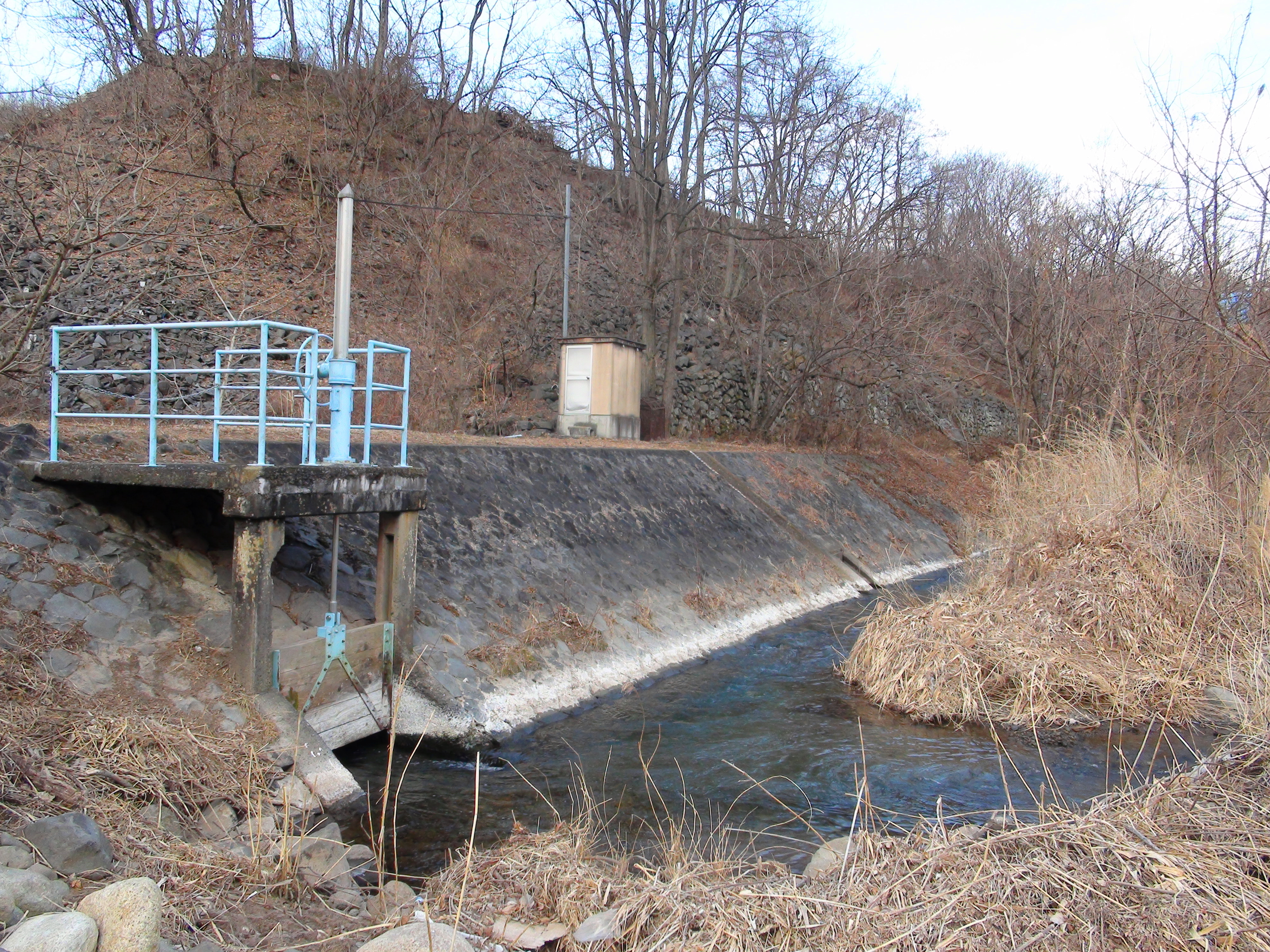
荒川からの取水口

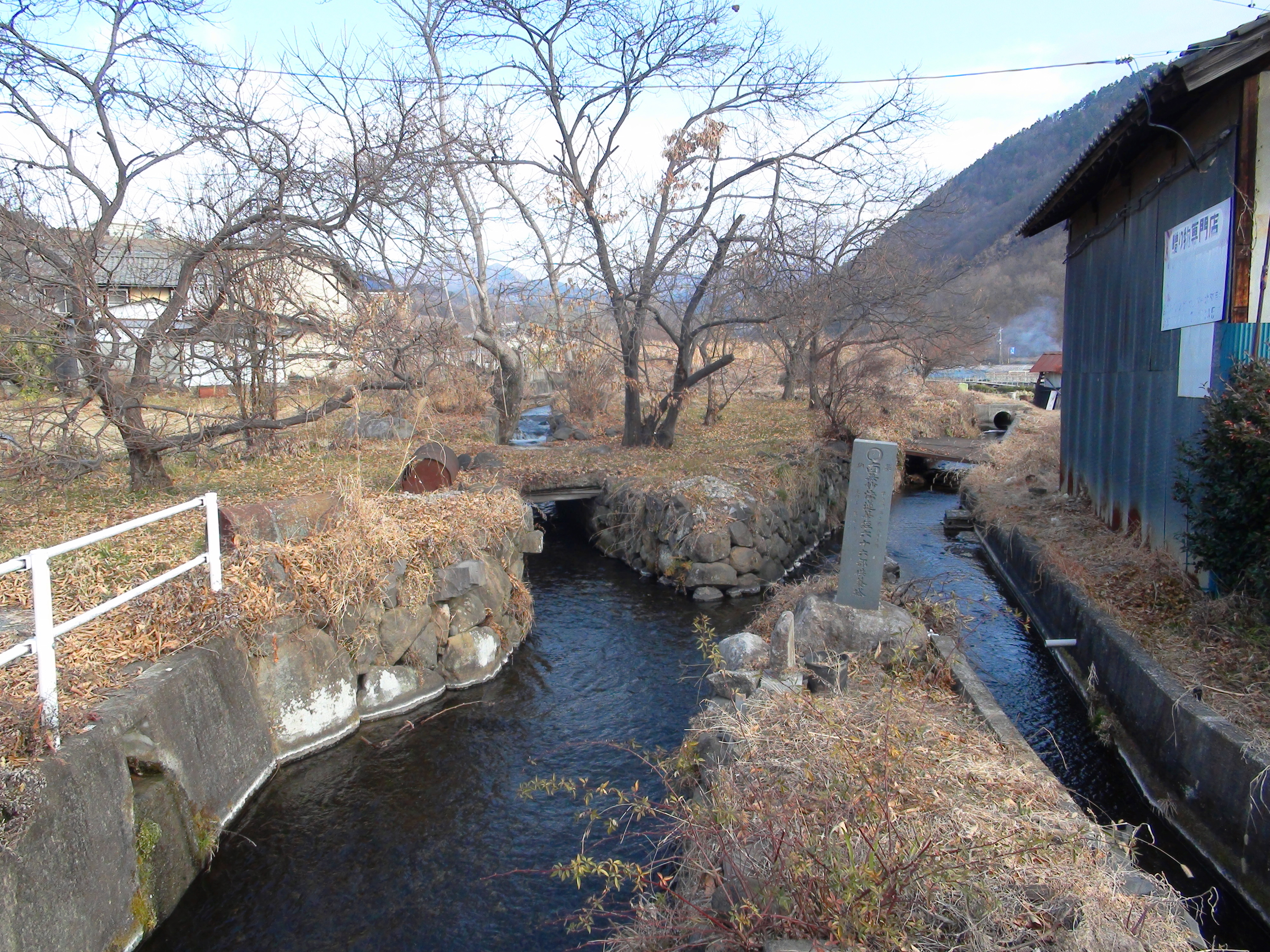
宮堰との分岐部

上条堰が灌漑する甲斐市南部地域は甲府盆地の北縁に位置する。一帯は東西を荒川と貢川に画されている。荒川は秩父山系から発し南流する笛吹川の支流で、上条堰（一ノ堰）は境・島上条・中下条・大下条を南流し荒川右岸地域を灌漑し、大下条において貢川と合流する。
なお、上条堰の東西には並行して分岐したニノ堰・三ノ堰、宮堰が流れ、荒川から取水し貢川に合流する井堰は計4本流れている。なお、貢川南岸に位置する大下条上河原・中河原・下河原の地域は水系の異なる釜無川水系から取水された井堰を利用している。
現在では上条堰（一ノ堰）は山梨県水産技術センター敷地内にあたる甲斐市牛句上桑木原において荒川支流亀沢川より取水している。同地点は荒川扇状地の扇頂部にあたり、荒川に亀沢川が合流している。取水口には水門が設置されており、取水口から500メートルほど南流すると宮堰と分岐する。
その後は県道7号線沿いに流れ、字村続の八幡神社西側を通過し、4.5キロメートルほどの区間をおおむね9か所の支路を分岐して灌漑し、竜王駅に近接する中央本線と中央自動車道の交差地点にあたる字大下条字泉尾・深田において貢川と合流している。
上条堰の灌漑する敷島地区南部地域には弥生時代からの定住痕跡が見られ、上条堰と貢川合流地点付近に位置する金の尾遺跡は弥生中期の集落遺跡として知られる。また、金の尾遺跡のほか松ノ尾遺跡、村続遺跡、山宮地遺跡など弥生時代から奈良・平安時代、中世に至る遺跡が連続している。
古代には盆地西部に立評された巨摩郡の中核地域であったと考えられており、貢川を挟んだ甲府市千塚には加牟那塚古墳が存在し、敷島南部地域でも天狗沢瓦窯跡の存在や松ノ尾遺跡からは金銅仏も出土しているなど古代段階から集落が展開していたと考えられている。律令制下では志摩荘域に比定され、中世には松ノ尾・山宮地遺跡において遺構が見られるほか、中世には山岳信仰が成立し、御嶽道に近接する山宮地遺跡からは信仰遺物も出土している。

## 上条堰の開発
こうした歴史的景観から上条堰の流路には古くからの定住痕跡が想定されているが、上条堰に関する最古の文献史料は戦国時代の元亀3年（1572年）3月26日付武田家朱印状によれば上条堰の破損に際して牛久・中下条・大下条・天狗沢・宮地・下方の6郷に対して井堰の再興が命じられており、この段階で井堰が開発され利用されていたことが確認される。
また、元亀3年武田家朱印状からは武田氏により把握された6郷が共同して井堰の管理・維持を行っている慣行がわかり、戦国期の治水が大名権力によるものだけではなく、地域社会によって担われていた点が注目される。
高野山成慶院『武田家過去帳』や文化11年（1814年）編纂の甲斐国地誌『甲斐国志』に拠れば、上条堰を管理・利用した村落は律令制下の松尾社領志摩荘に属していたという。上条堰の灌漑する島上条地域は志摩荘の中核地域にあたり、中下条には直営田を意味する字名「御証作」、中下条南の隣接する大下条には志摩荘の荘鎮守である松ノ尾明神（現在は中下条に鎮座）に由来すると考えられる「松ノ尾」の字名が見られる。
「御証作」「松ノ尾」は中下条・大下条を挟んで南北に対置しており、両字地域には金の尾遺跡・松の尾遺跡が分布しており集落遺跡が確認される。両字地域は微高地上に位置し、洪水被害に遭いにくく安定した開発が臨めた地域であり、上条堰は鎌倉時代に志摩荘の成立過程で開発された可能性が考えられている（西川 2010）。
また、『国志』神社部によれば富士川町最勝寺の最勝寺に伝来する甲斐守護武田信重銘の鰐口は島上条村続の八幡神社旧蔵と言われ、『国志』古跡部によれば島上条大庭には志摩荘の地頭土屋氏の館跡があったという。また、元亀3年武田家朱印状に記される6郷の比定領域のうち村続の八幡神社では川除祭礼が行われており、上条堰は志摩荘のうち島上条地域を中心に管理・維持されていたと考えられている。

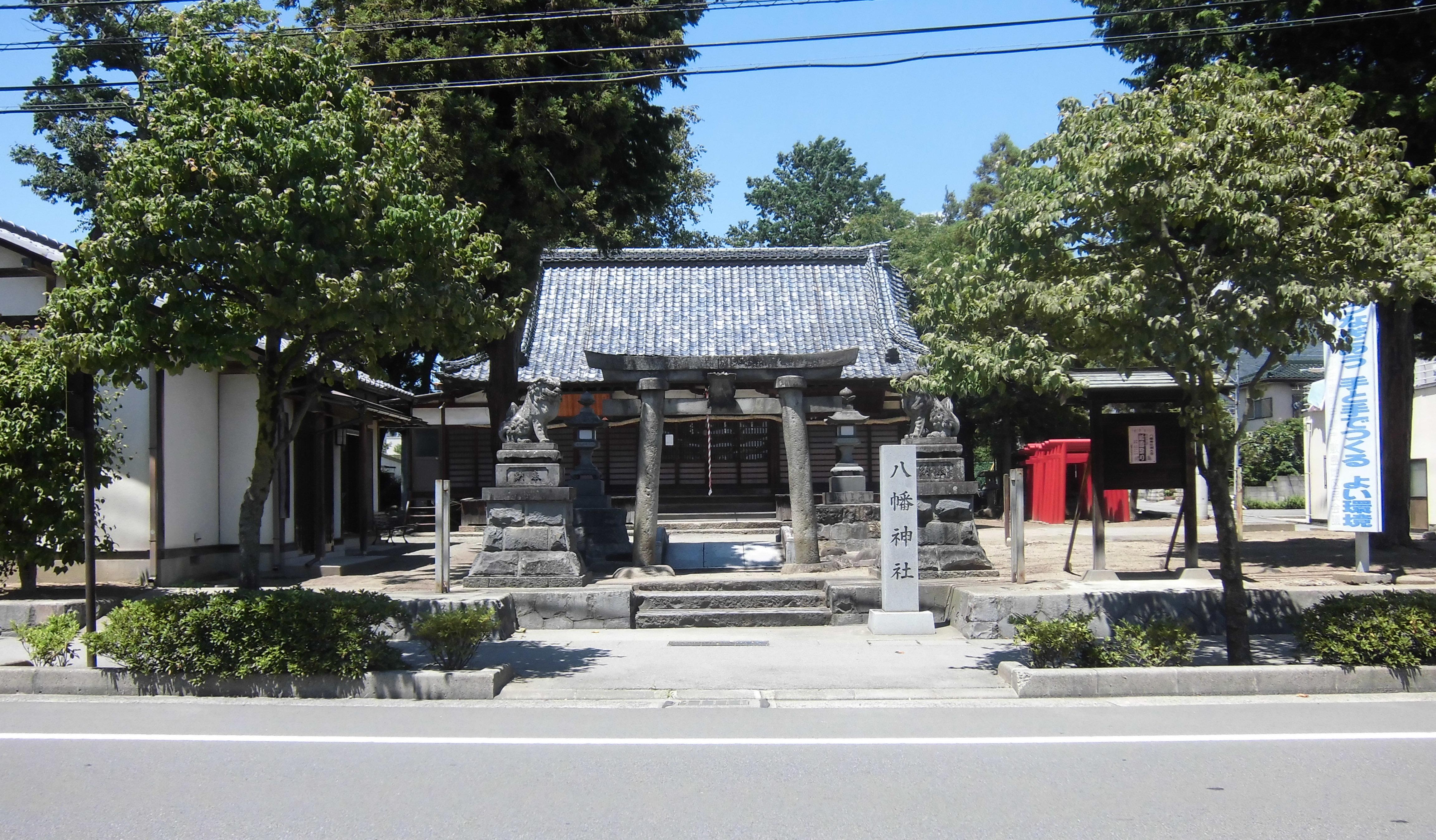
甲斐市島上条の八幡神社

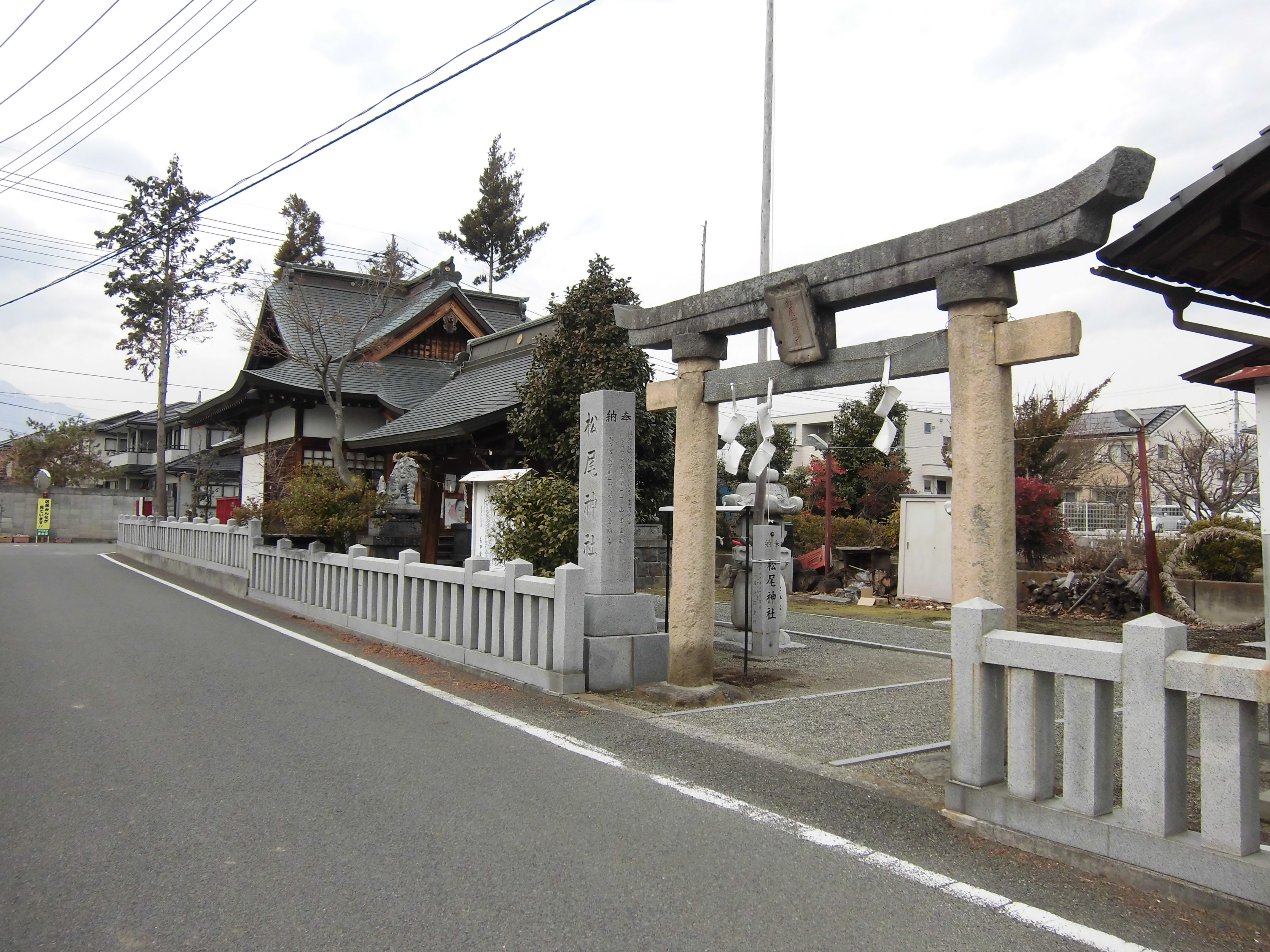
甲斐市中下条の松尾神社

『国志』山川部第一に拠れば近世には上条堰は取水地点の牛久村にちなみ「一ノ渠」「牛久渠」と呼ばれており、「牛久、境、島上篠、中下篠、大下篠」の5か村で共同管理・利用されていたという。元亀3年武田氏朱印状と『国志』の記述では井堰を管理・利用していた村落のうち牛久、中下条、大下条および近世に中下条に編入された宮地が一致し、中世から近世にかけて継続されて利用されていたことが確認されるが、近世には志摩荘を中心とする共同意識が弱まり、取水地点の牛久村の地位が向上したと考えられている。
また、天狗沢は上条堰から分岐する宮堰の灌漑地域であったほか、慶長17年（1612年）に亀沢上流の清沢川から取水する大垈堰が開発されたことによりその灌漑地域にも含まれ、上条堰からは離脱したと考えられている。なお、天狗沢村は『国志』古跡部第九によれば大垈堰の灌漑する大垈村・大久保村と同様に穂坂荘に属していたとされ、天狗沢村が上条堰から離脱した事情にはこうした歴史的由緒が存在していたと考えられている。
現在は流路の大半が暗渠となっているが、甲斐市によって管理され、流路の田地を潤す水路として機能している。